# Presa di Breda (1581)
La presa di Breda del 1581 si è svolta tra il 26 e il 27 luglio 1581 durante la guerra degli ottant'anni, nel periodo in cui era governatore dei Paesi Bassi Alessandro Farnese il duca di Parma. In realtà, non c'è un assedio, ma un combattimento dentro le mura della città. La battaglia fu vinta dal generale spagnolo Claude de Berlaymont (? - 1587), signore di Hautepenne, un castello che si trova nei pressi di Flémalle, nell'attuale Belgio.
Dal titolo nobiliare di Berlaymont, l'episodio è anche conosciuto come "La furia di Haultepenne".

## Antefatto
Breda già nell'estate del 1579 aveva aderito all'Unione di Utrecht, al contrario della vicina città di Boscoducale, che era rimasta cattolica dopo gli scontri tra protestanti e cattolici, e quindi era tornata sotto l'autorità spagnola.
Grazie a tale vicinanza Breda nel 1581 poteva essere assediata più facilmente ed era importante prenderla perché come tutte le altre città del Brabante (Anversa, Bruxelles e Lovanio) rimaneva fedele alla rivolta e inoltre bloccava la strada verso nord.

## L'attacco
Al castello di Breda c'era prigioniero un sostenitore del re spagnolo. Si trattava di Charles de Gavre (Karel van Gaveren), signore di Fresin.
Quando Breda era sotto assedio gli spagnoli corruppero un soldato vallone, soprannominato Balafré (lo sfregiato).
Durante la notte le truppe spagnole entrarono in silenzio per una porta lasciata loro aperta da Balafré nelle mura del castello, che fu conquistato, nonostante che tra la popolazione fosse già scoppiato l'allarme. La popolazione occupò le mura della città e alzò le barricate.
Dopo una feroce battaglia per la strada, le truppe spagnole riuscirono a sfondare e infine riuscirono a prendere la "Gasthuiseindse Poort", che permise di far entrare nuove truppe. Infine, la popolazione si arrese con la condizione che non ci sarebbe stato il saccheggio, che però ci fu. Tutti i catturati dovettero pagare un riscatto e molti furono anche uccisi. Le uccisioni e il saccheggio durarono a lungo e alla fine furono contati 584 morti.

## Conseguenze
Con la caduta di Breda il Brabante Settentrionale passò sotto il controllo spagnolo e divenne più facile per il duca di Parma, pochi anni più tardi, assediare e conquistare Anversa.
Nel 1590 Breda passò ancora una volta di mano, con lo spettacolare attacco di Maurizio di Nassau e la conseguente presa di Breda.
L'episodio del 1581 è stato la fonte d'ispirazione per "La Furia di Haultepenne", una stampa di Frans Hogenberg.